# Ахмед Абдул Рахим Ал Аттар Тауър
Ахмед Абдул Рахим Ал Аттар Тауър е жилищен небостъргач в строеж, разположен на бул. Шейх Зайед Роуд в Дубай, Обединените арабски емирства. Строителните работи биват спрени между ноември 2006  и май 2007 г., защото инвеститорите уволняват главните изпълнители на проекта – Al Fara'a Contracting, но строежът бива възобновен от новата строителна фирма (Naresco Contracting Co). Когато строежът бъде завършен, сградата ще бъде висока 342 метра и ще има 76 етажа.